# Pagão virtuoso
Pagão virtuoso é um conceito da teologia cristã análogo ao conceito do "gentil virtuoso" (Ger toshav) do judaísmo e ao dos "Ḥanīf" no islã. Ele endereça a questão dos pagãos que jamais foram evangelizados e, por isso, não tiveram, em vida, oportunidade de reconhecer Cristo, mas ainda assim levaram vidas tão virtuosas que seria questionável considerá-los condenados ao inferno. Exemplos famosos são Sócrates, Cícero, Trajano e Virgílio. O Catecismo Romano do Concílio de Trento (séc. XVI), com base na opinião de São Tomás de Aquino, afirmou que estas almas estavam esperando num limbo entre o céu e o inferno e foram libertadas por Jesus em sua descida ao inferno.
Uma versão católica moderna deste conceito é conhecido como cristão anônimo na teologia de Karl Rahner. Dante Alighieri, em sua Divina Comédia, colocou diversos pagãos virtuosos no primeiro círculo do Inferno (análogo ao limbo), incluindo Homero, Horácio, Ovídio e Lucano. Notavelmente, ele colocou também Saladino, um muçulmano, mesmo os muçulmanos sendo monoteístas e não pagãos, além de conhecer o cristianismo.